# 数学对象

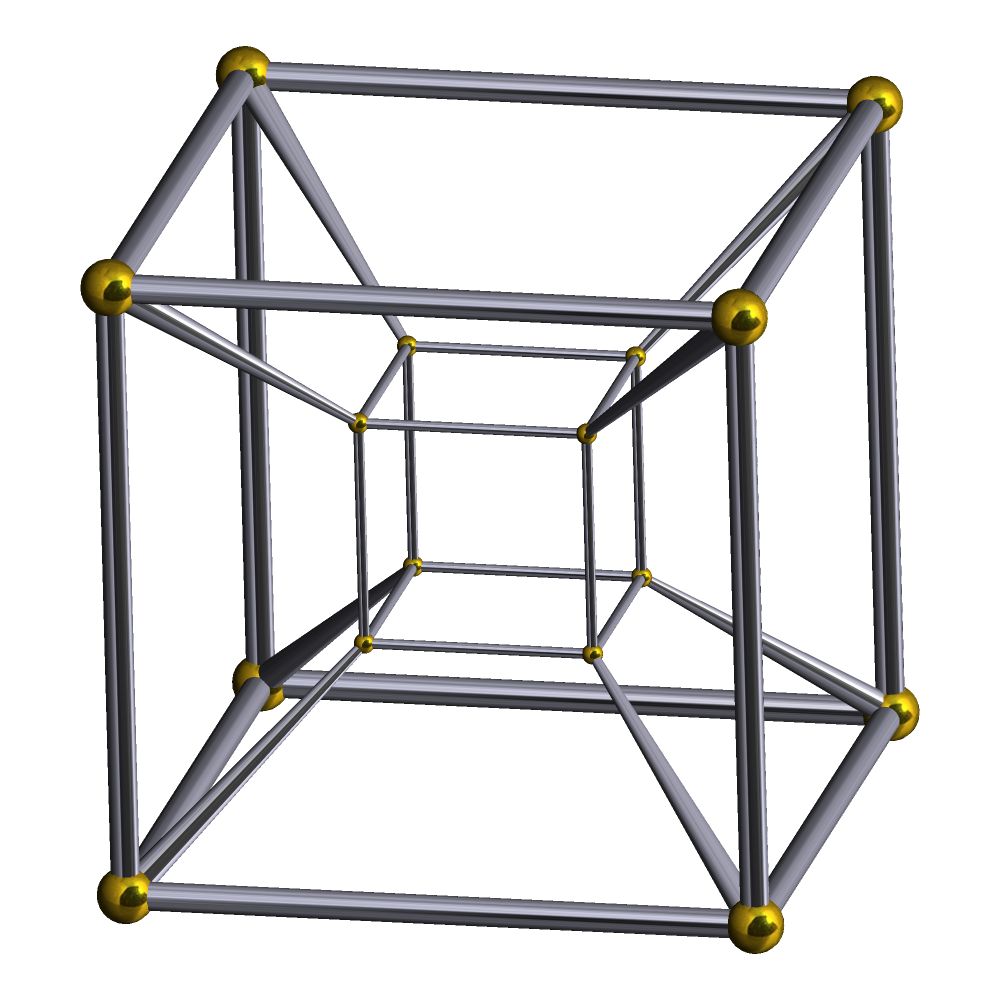
四維超立方體的施莱格尔图

數學物件（Mathematical object）是数学中的抽象概念。用數學的普通語言來說，對象是任何可以或已經用演绎推理和数学证明正式定義的物件。一般地，一個數學物件可以是一個能代入变数的值，從而可以用於公式裡。 經常遇到的數學物件包括数、集合、函数、表示式、几何形状、其他數學物件的变换和空间。數學物件可以非常複雜。比如說，定理、证明甚至理论在证明论中被視為數學物件。 
數學物件的存在是數學哲學家進行大量研究和討論的對象。

## 按分支分類的數學物件列表
- 数论
  - 数、运算
- 组合数学
  - 置换、错排、组合
- 集合论
  - 集合、集合划分
  - 函数、关系
- 几何学
  - 点、线、线段
  - 多边形（三角形、正方形、五边形、六边形……)、圆、椭圆、抛物线、双曲线
  - 多面体（四面体、立方体、八面体、十二面体、二十面体）、球体、椭球、抛物面、双曲面、圆柱体、圆锥体
- 图论
  - 图、树、顶点、边
- 拓扑学
  - 拓扑空间、流形
- 线性代数
  - 标量、向量、矩阵、张量
- 抽象代数
  - 群
  - 环、模
  - 域、向量空间
  - 群论格、序论格

## 外部鏈接
- Stanford Encyclopedia of Philosophy: "Abstract Objects （页面存档备份，存于）"—by Gideon Rosen.
- Wells, Charles, "Mathematical Objects."
- AMOF: The Amazing Mathematical Object Factory
- Mathematical Object Exhibit